# L'Espinaç
L'Espinaç (en francès Lépinas) és una comuna (municipi) de França, a la regió de la Nova Aquitània, departament de la Cruesa. La seva població al cens de 1999 era de 191 habitants. Està integrada a la Communauté de communes du Pays du Cruesa Thaurion Gartempe.

## Demografia
| 1968 | 1975 | 1982 | 1990 | 1999 |
| ---- | ---- | ---- | ---- | ---- |
| 306  | 269  | 231  | 225  | 191  |

## Administració
| Període | Identitat                | Partit |
| ------- | ------------------------ | ------ |
| 2001-   | Élisabeth Bouchy-Pommier |        |